# Cuisine guyanaise
Pour les articles homonymes, voir Cuisine et Guyane.
La cuisine guyanaise est une cuisine traditionnelle qui mélange les produits et traditions culinaires créoles de différentes cultures et styles gastronomique de Guyane. Les restaurants créoles côtoient les restaurants chinois dans les grandes villes comme Cayenne, Kourou et Saint-Laurent-du-Maroni. La gastronomie guyanaise rassemble à l'origine les cuisines créole, bushinengue et amérindienne,.
Toutes ces cuisines ont plusieurs ingrédients en commun :
- le manioc ;
- les viandes et le poisson boucanés ;
- les graines ou fruits de palmiers[3].

Dans un second temps, les cuisines indienne, surinamaise, brésilienne, caribéenne et asiatique ont aussi influencé la gastronomie guyanaise. Il n'est pas rare de voir des gens boire une caïpirinha en apéritif et déguster ensuite un colombo guyanais (plat d'origine indienne) comme plat de résistance.

## Ingrédients

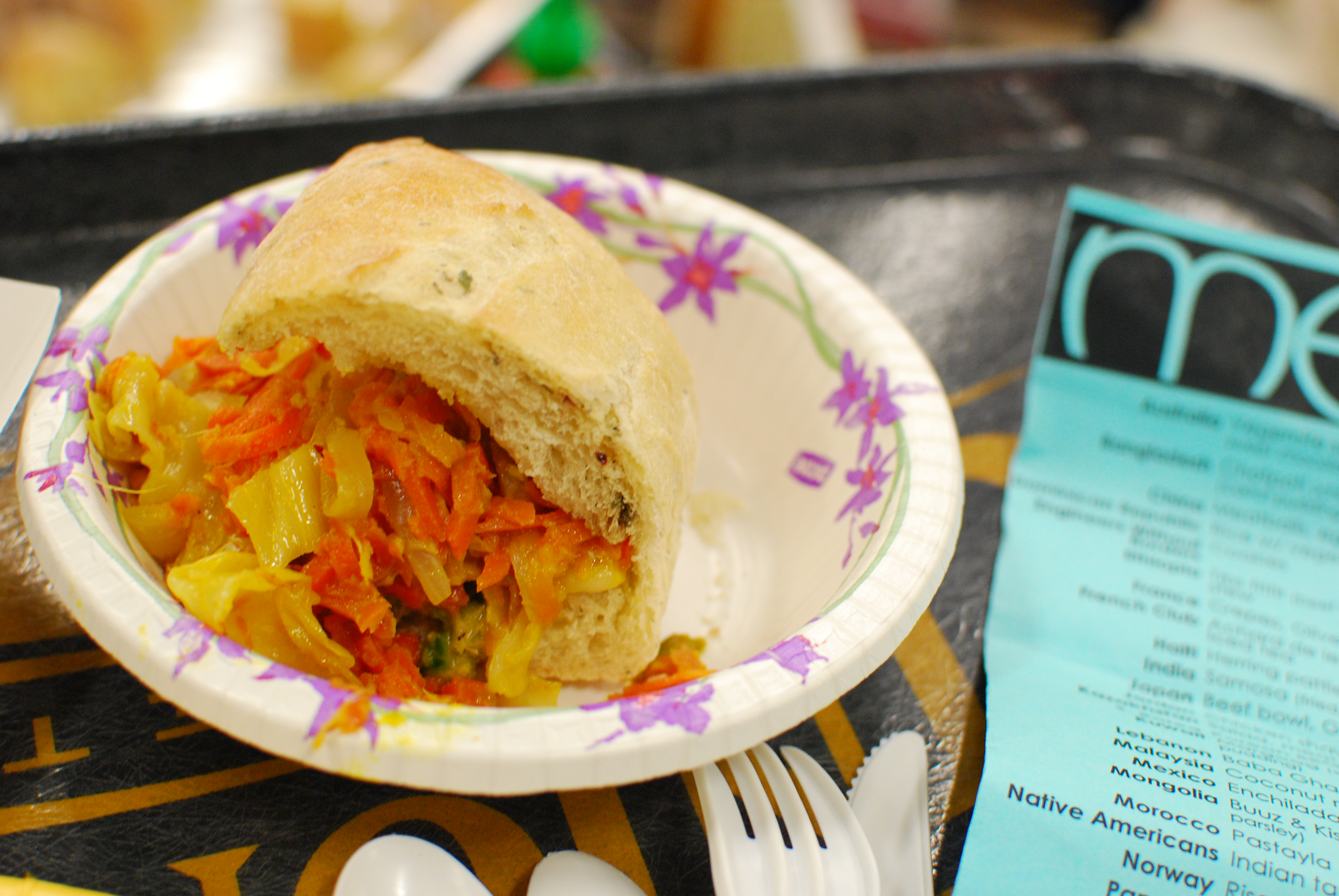
Achards de légumes.

### Aromates et condiments
- Achards de légumes
- Ail
- Basilic

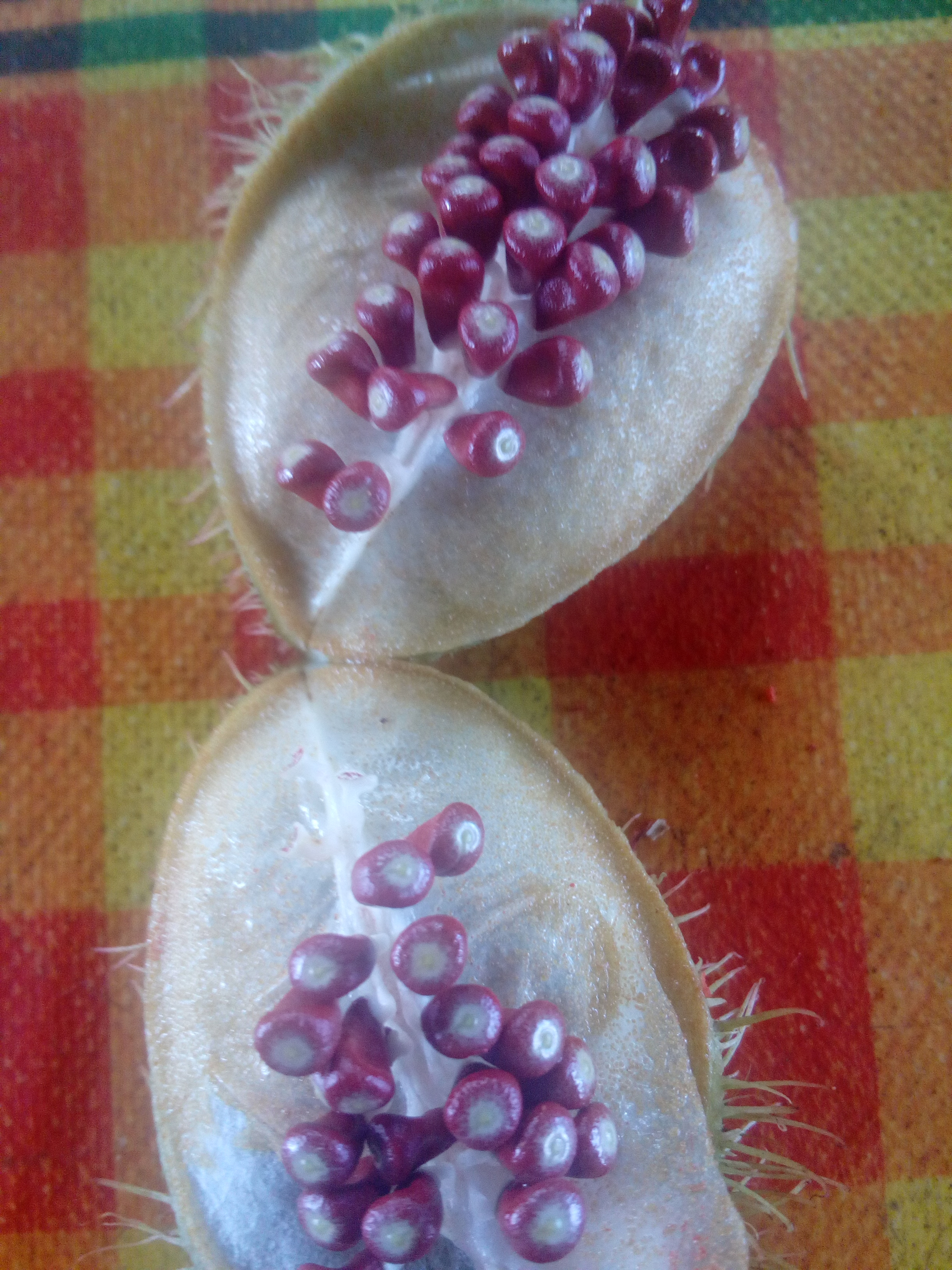
Le roucou, plante utilisée en cuisine ou dans les peintures corporelles amérindiennes comme pigment rouge orangé.

- Bélimbi (fruit condimentaire à saveur très acide)
- Bois d'Inde (graines et feuilles aromatiques)
- Bouillon cube
- Cacao
- Cannelle
- Ciboulette
- Citronnelle blanche
- Chardon béni (radié-la-fièvre)
- Clou de girofle
- Coriandre
- Gingembre
- Gros thym
- Jambu (cresson du Pará)
- Krabyo (condiment)
- Lime de Tahiti (citron vert)
- Marjolaine (thym pays)
- Menthe
- Moringa
- Muscade
- Noyo (arôme d'amande amère)
- Persil
- Piment de Cayenne
- Poivre vert
- Roucou (graine rouge du rocouyer)
- « Safran » (curcuma)
- Sel citron
- Vanille
- Wang (sésame)

### Légumes
- Aubergine
- Avocat

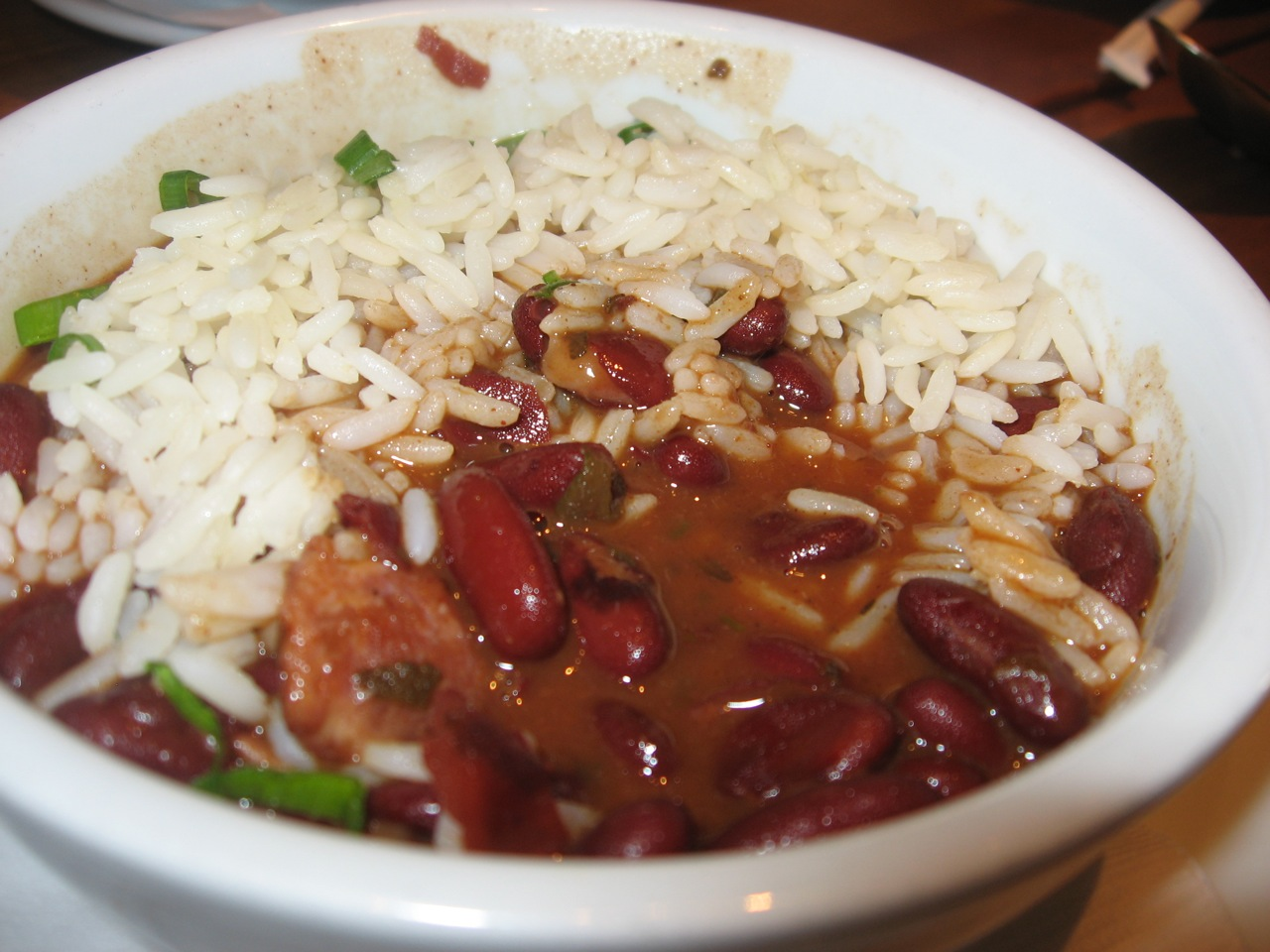
Haricots rouges et riz.

- Bananes jaunes et vertes (bananes à cuire)
- Bélimbi
- Cassave
- Calou (kalou)
- Chou chinois
- Chou moutarde
- Chou pomme
- Christophine
- Ciboule
- Châtaigne (grain à cuire)
- Citrouille (giraumon)
- Concombre long
- Concombre piquant
- Concombre salade
- Concombre torchon
- Couac
- Courgette
- Cramanioc

- Dachine (chou de Chine)
- Échalotes
- Épinards de Guyane
- Fruit à pain
- Haricots dragon
- Haricots chinois (haricot kilomètre)
- Haricots verts
- Haricots rouges
- Ignames (blanc, jaune, violet)
- Igname soleil (patate volante, masako)
- Maïs
- Manioc
- Navet
- Oignon
- Parépou
- Patate douce
- Persil
- Piment (bondamanjak, piment végétarien, kaka-rat, piman-kafé, malaguetta, etc.)
- Pistache
- Pois d'Angole (pois congo)
- Pois patate
- Pois sept ans
- Poivron
- Radis
- Riz
- Salades (laitues, etc.)
- Sorossi (concombre amer)
- Tayove (chou caraïbe)

### Fruits courants
- Abricot pays

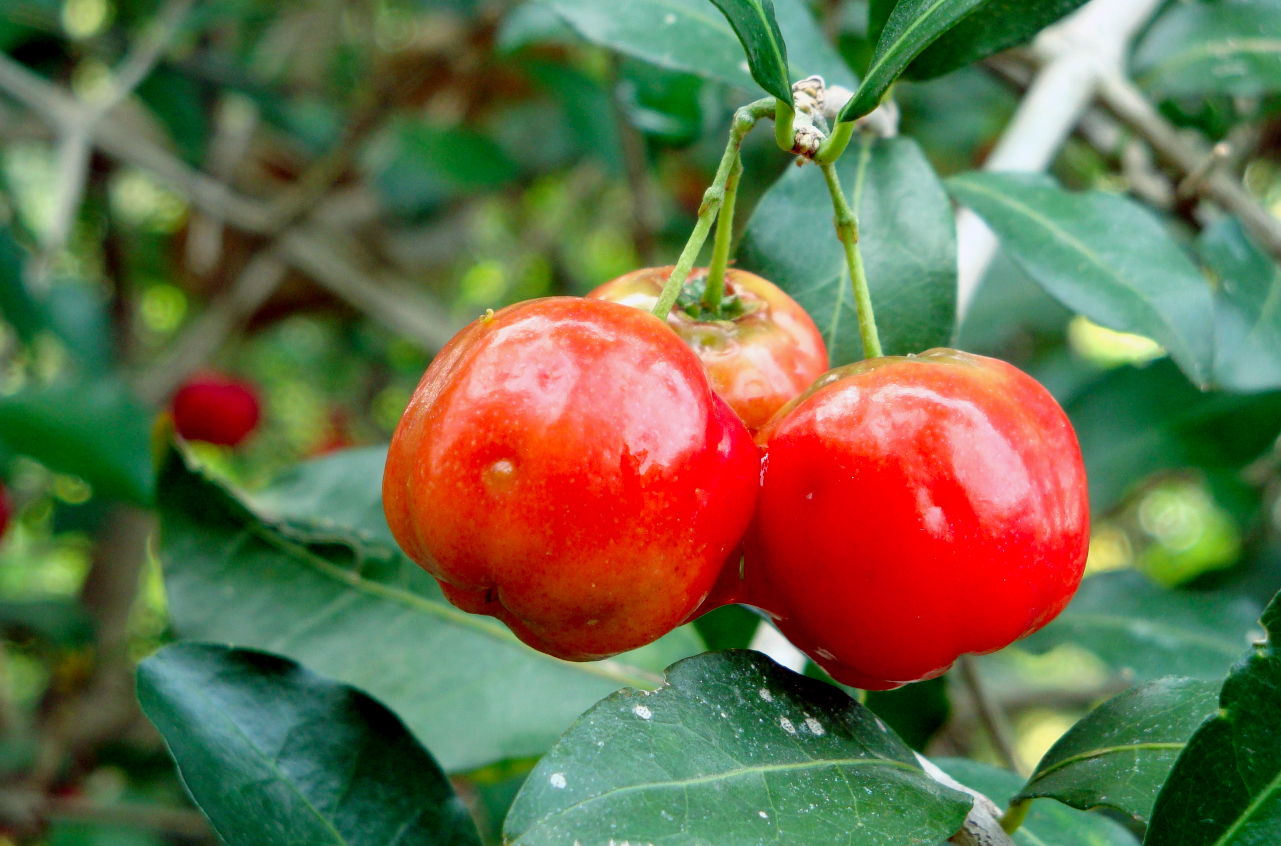
Cerise acérola.

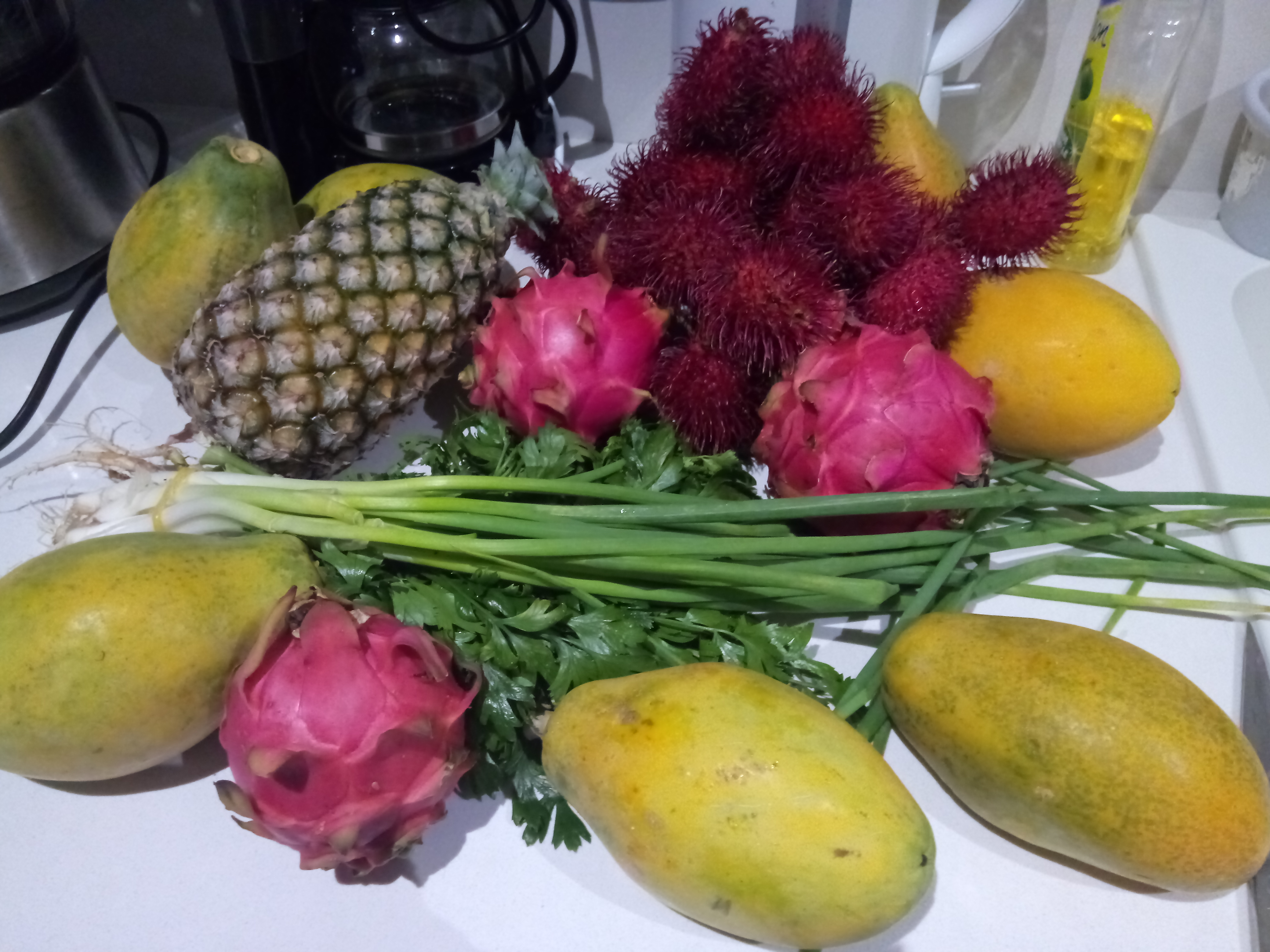
Assortiment de fruits exotiques de Guyane (pitayas, papayes, ramboutans et ananas).

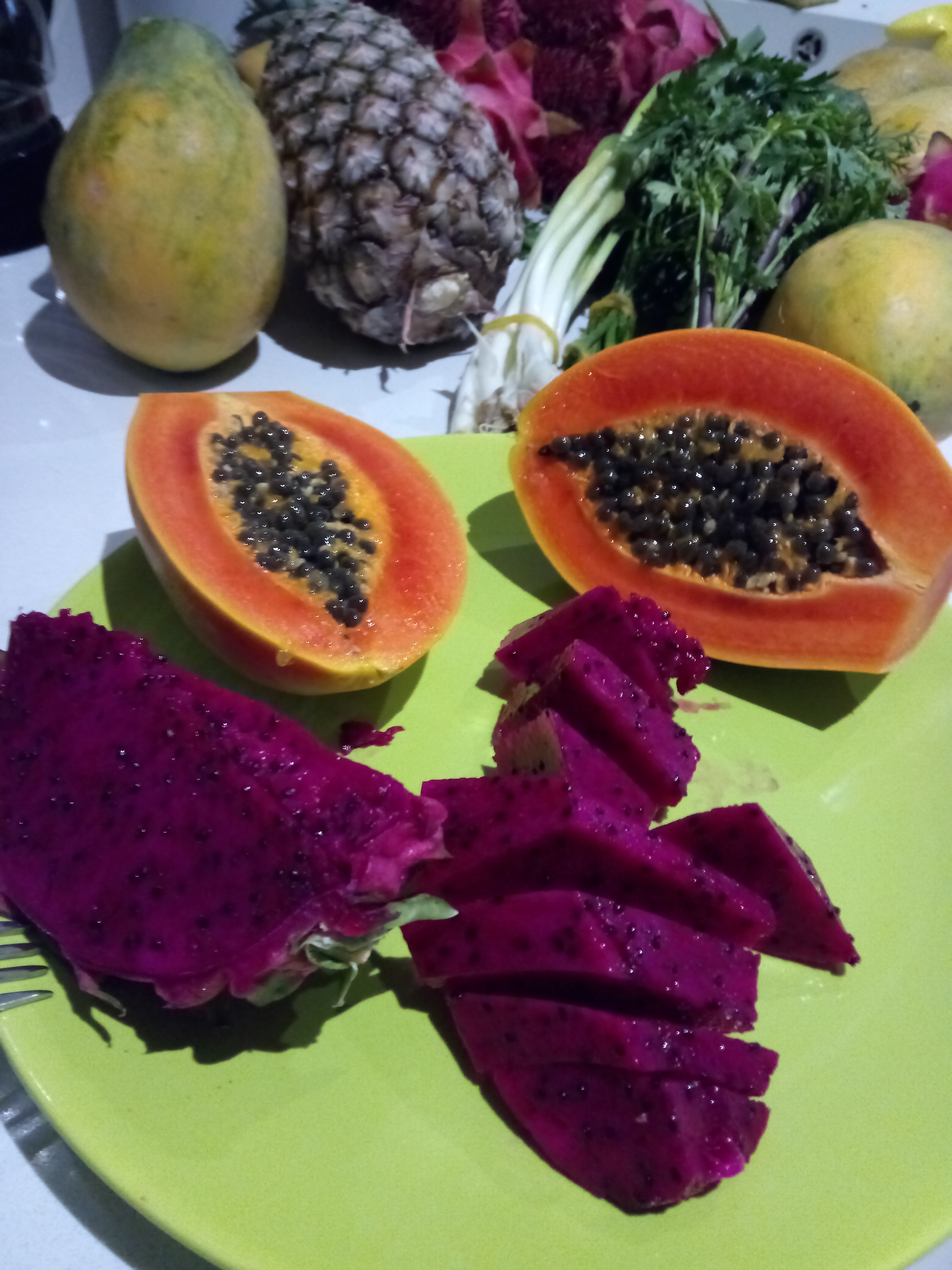
Intérieurs des fruits du marché de Cayenne : pitayas et papayes.

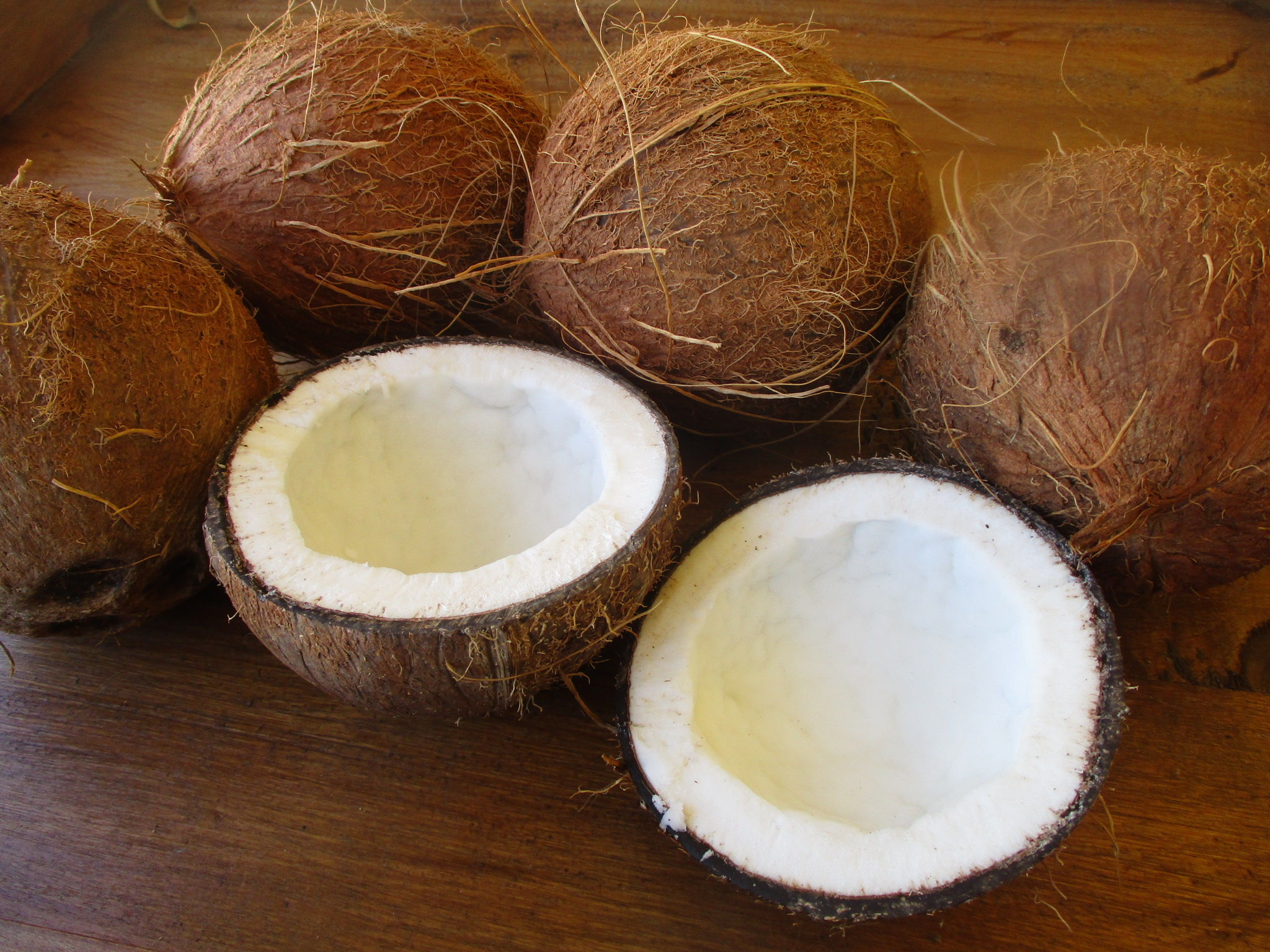
Noix de coco

- Agrumes (oranges, clémentines, mandarine, chadeck, citron, citron vert, pamplemousse, tangolo)
- Ananas
- Avocat
- Banane (bacove beurre, bacove rouj, bacove pomme, bacove vert, banane à cuire)
- Cerise acérola
- Barbadine
- Bélimbi
- Caïmite
- Carambole
- Cerise de Cayenne (cerise carrée)
- Châtaigne pays
- Coco
- Cœur de boeuf
- Comou
- Corossol
- Cupuaçu
- Durian
- Fruit à pain
- Goyave
- Goyave noire
- Jacques
- Jaune d’œuf
- Longane
- Kouzou
- Mangoustan
- Mangue (sabot, saint-michel, julie, freyssinette, ancillie, niqueline, etc.)
- Maracuja
- Marie-tambour
- Maripa
- Melon
- Melon d'eau (pastèque)
- Mombin
- Noni
- Noix de coco
- Oseille pays (groseille pays)
- Papaye (papaye solo)
- Parépou
- Patawa
- Pitaya (cœur de dragon)
- Pois sucrés
- Pomme d'amour
- Pomme-cajou
- Pomme cannelle
- Pomme rosa (pomme d'eau, framboise d'eau)
- Prune de Cythère
- Quenette
- Ramboutan
- Sapotille
- Tamarin
- Tomate
- Touka
- Wasay
- Zoliv

### Viandes

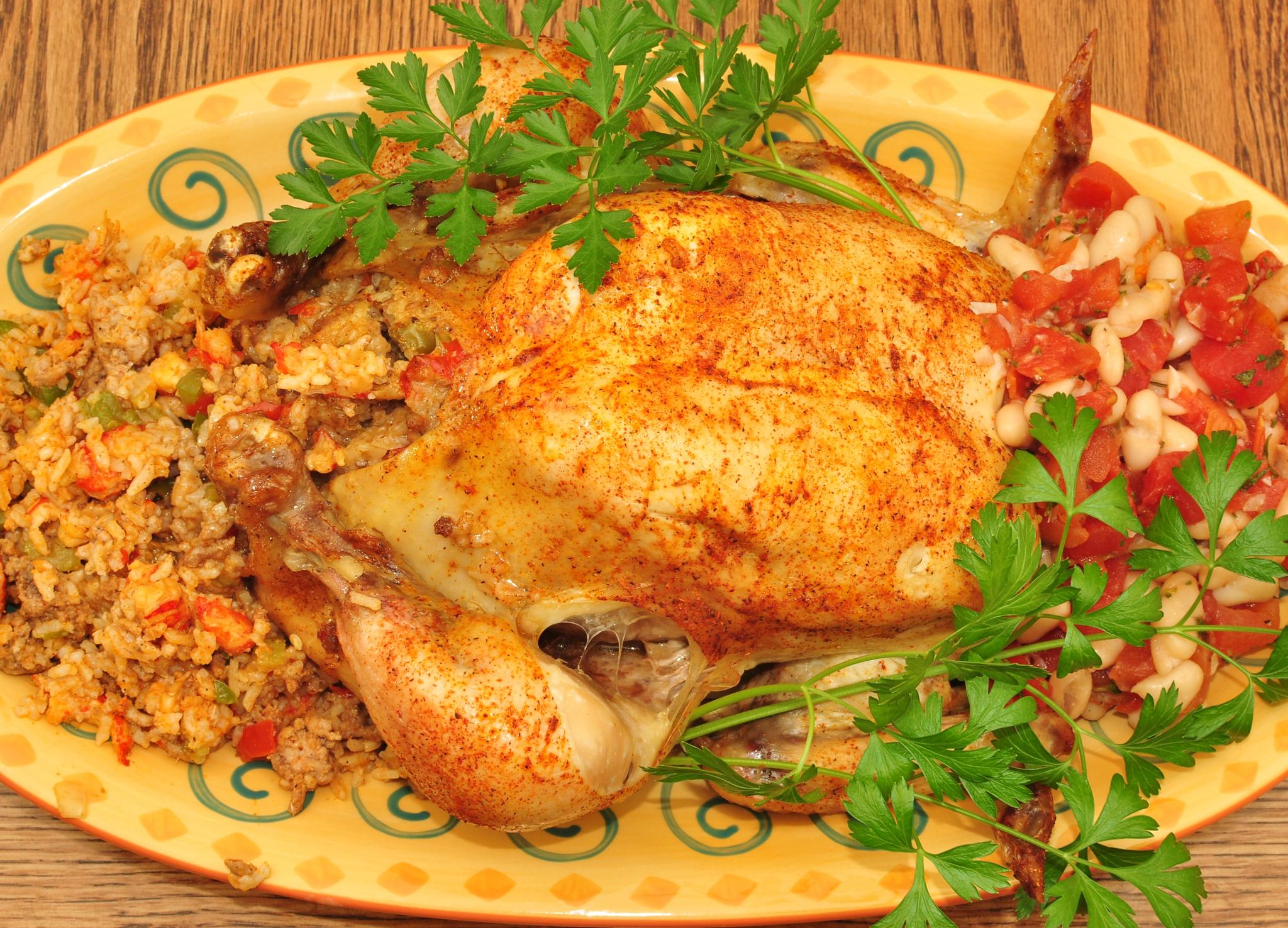
Poulet au riz à la créole.

- Bœuf, veau
- Cabri
- Canard
- Dinde
- Mouton, agneau
- Oie
- Porc
- Poulet

### Gibiers
Listes des mammifères, oiseaux et reptiles de Guyane.

#### Autorisés et commercialisables[4],[5]
- Mammifères
  - Pécari à collier (pakira)
  - Pécari à lèvres blanches (cochon bois)
  - Cabiaï (cabiaye)
  - Agouti
  - Paca (pac)
  - Tatou à neuf bandes
  - Tatou de Kappler (tatou blanc)
- Reptiles
  - Iguane

#### Autorisés mais non commercialisables[6]
- Mammifères
  - Singe hurleur roux (baboune)
  - Capucin à tête blanche (macaque blanc)
  - Capucin brun (macaque noir)
  - Daguet gris (cariacou)
  - Daguet rouge (biche rouge)
  - Tapir (maïpouri)
- Oiseaux
  - Agami
  - Ocko
  - Maraïl
  - Grand tinamou (pèrdri-poul)
  - Tinamou varié (perdri)
  - Toucans et toucanets
  - Ortalide motomot (parakoua)
  - Tocro (tokro)
  - Pigeons et colombes
  - Perroquets et perruches
- Reptiles
  - Caïman gris
  - Caïman rouge
  - Caïman à lunettes (féfé)

### Poissons et crustacés

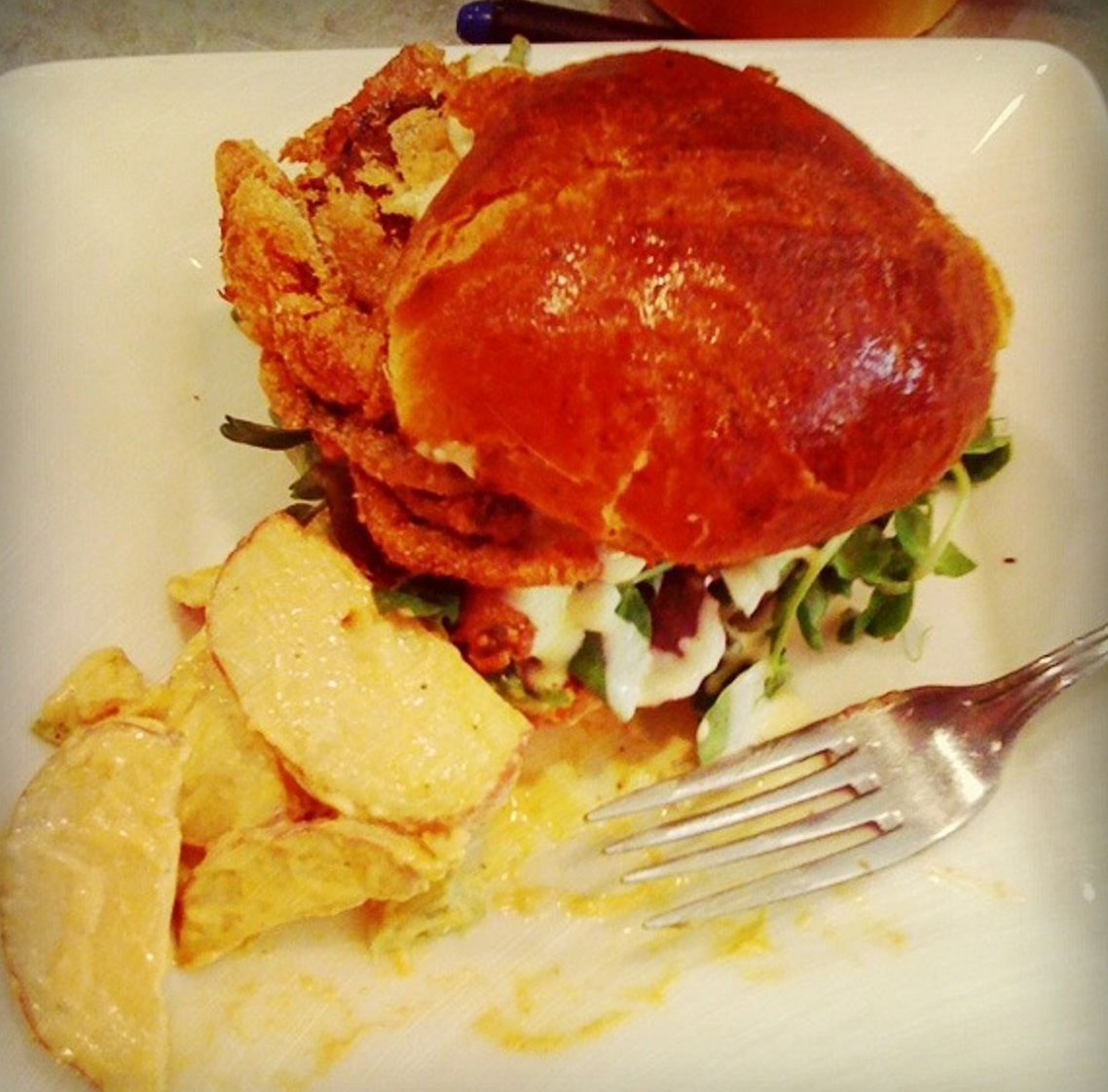
Crabe de mangrove.

- Acoupa rouge
- Aïmara
- Atipas
- Coumarou
- Crabe de mangrove (chancre)
- Crevettes brunes
- Croupia
- Escargot de saut
- Huître de palétuviers
- Loubine noire
- Machoiran blanc
- Mérou géant (vieille)
- Mulet
- Pacou
- Pacoussine
- Palika (tarpon)
- Patagaï
- Ti-djol (petite gueule)
- Piraï
- Poisson-crapaud
- Raie long nez (pastenague)
- Requin pointe noire
- Sardine
- Thazard
- Torche tigre
- Vivaneau rouge

## Cuisine locale

### Cuisine créole

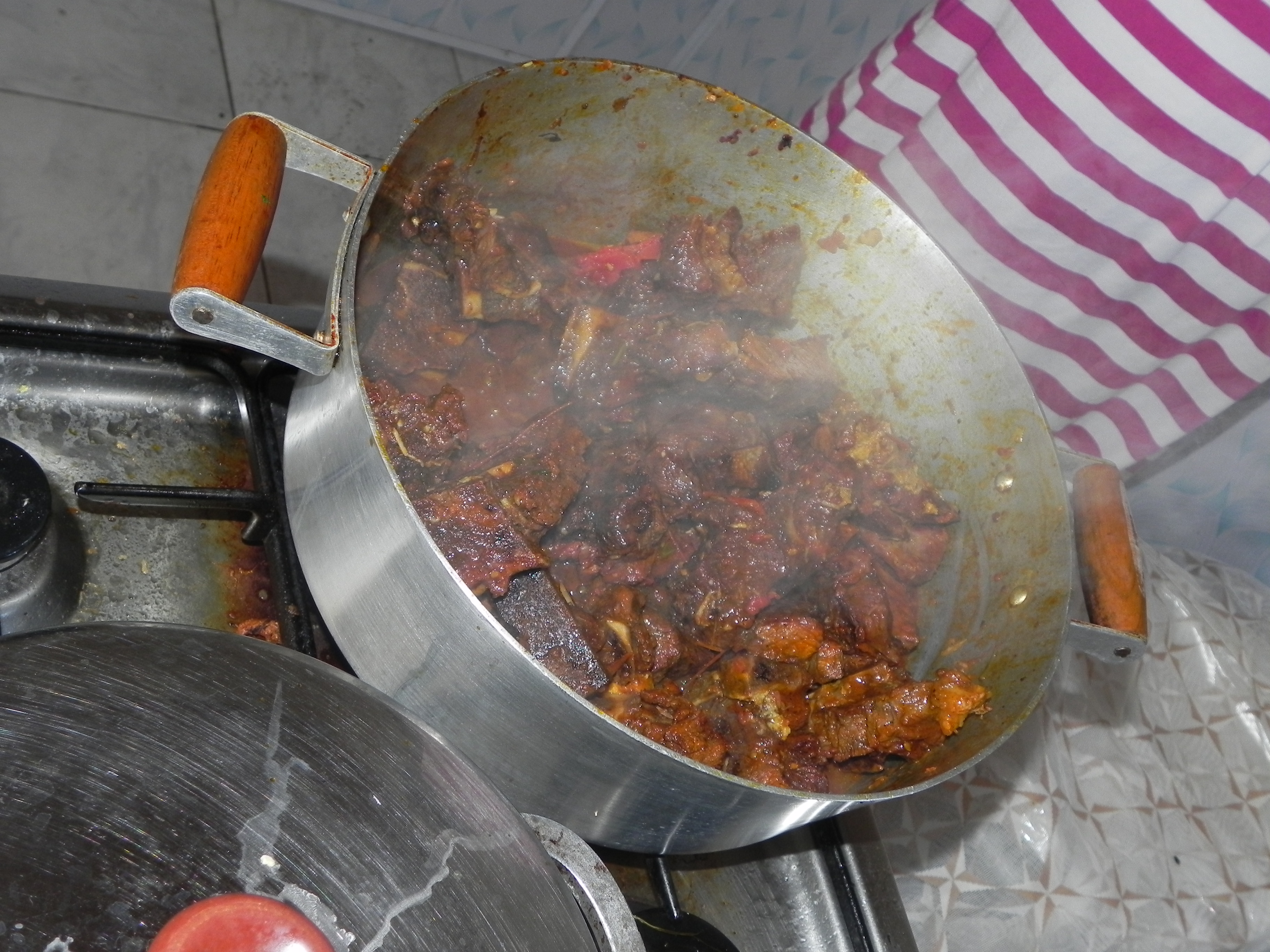
Pimentade de bœuf (spécialité créole de Sinnamary).

La cuisine créole guyanaise mêle les saveurs des produits amazoniens dont beaucoup proviennent de la forêt comme le manioc, l'awara, le comou et les gibiers. Mais nombre de mets trouvent leur origine en Afrique profonde, Asie, Inde et Europe. Ce qui lui donne cette saveur épicée et subtile. Sur le marché local, lieu de passage obligatoire, les marchandes créoles conseillent et font goûter leurs produits. Cela va du couac, semoule de manioc. La cassave, longtemps réservée aux plus pauvres, devient une denrée recherchée, servie salée ou sucrée soit à la confiture de coco, soit avec du coco râpé ou de la pâte de goyave. Quant aux marinades de morue, qui se consomment en entrée ou à l'apéritif, elles accompagnent le célèbre ti-punch.

### Cuisine bushinenge
La cuisine bushinenge comprend les fricassées de gibiers et viandes boucanées, accompagnés de riz, haricots pimentés, couac et de cassave ; la boisson typique est la bita.

### Cuisine amérindienne
Les spécialités des cuisines amérindiennes sont la soupe de jus de manioc, les viandes et poissons bouillis ou boucanés accompagnés de couac et cassave, et divers mets issus de la forêt (escargots de rivière, vers palmistes, miel de mélipones…). La boisson typiquement amérindienne est le cachiri.

### Autres cuisines locales

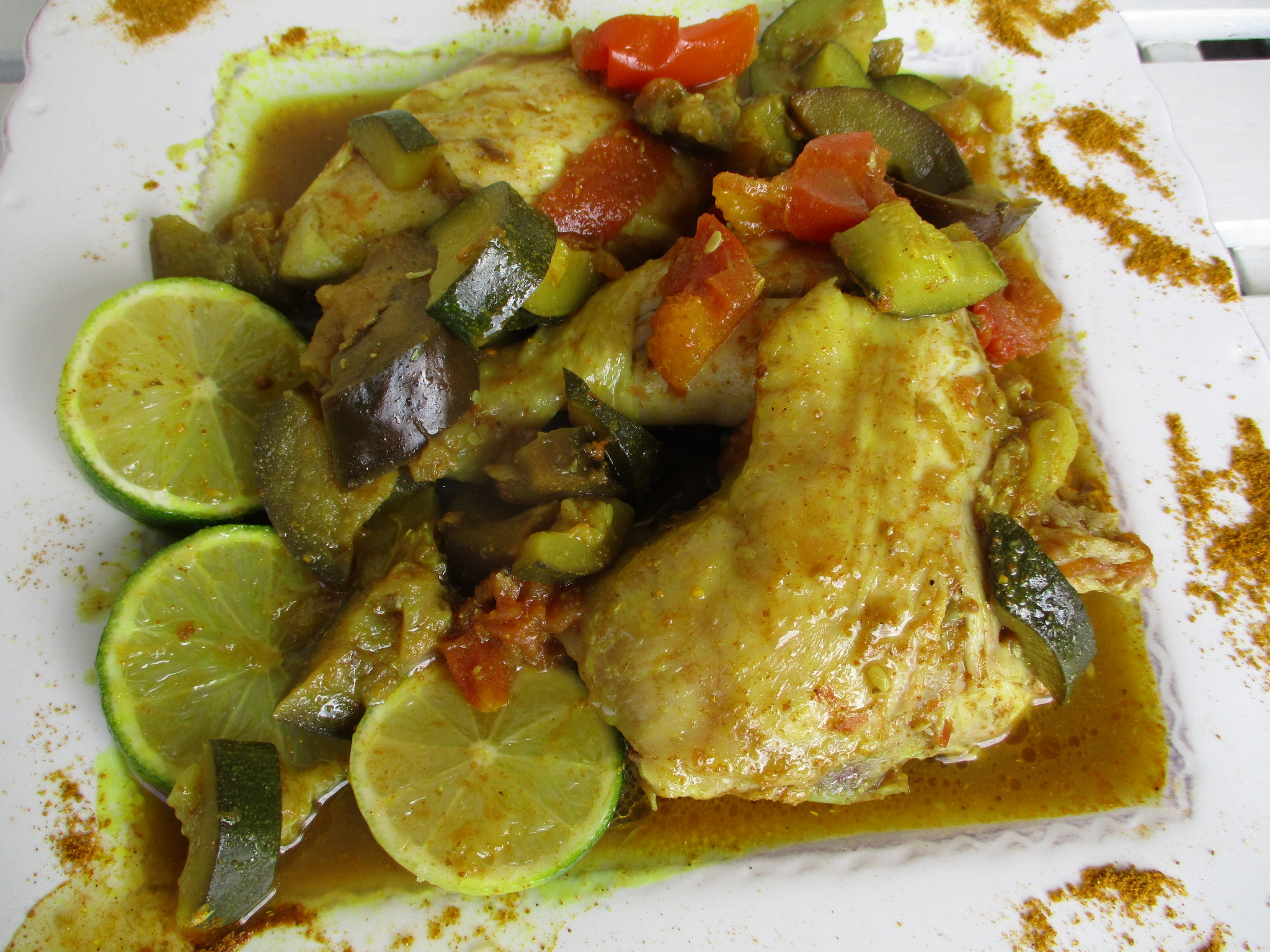
Colombo de poulet.

La cuisine indienne a apporté à la cuisine guyanaise le colombo, devenu l'un des plats traditionnels de Guyane.
La cuisine brésilienne a popularisé des boissons comme la cachaça ou la caïpirinha, la caïpiroska (caïpirinha avec de la vodka) ou la guarana (boisson sans alcool rafraîchissante à base de la plante du même nom). Ses mets typiques sont la feijoada, la tacacá, la vatapa, la farofa et le churrasco.
On doit à la cuisine chinoise ses soupes et le riz cantonais ainsi que la bière Tsing-tao.

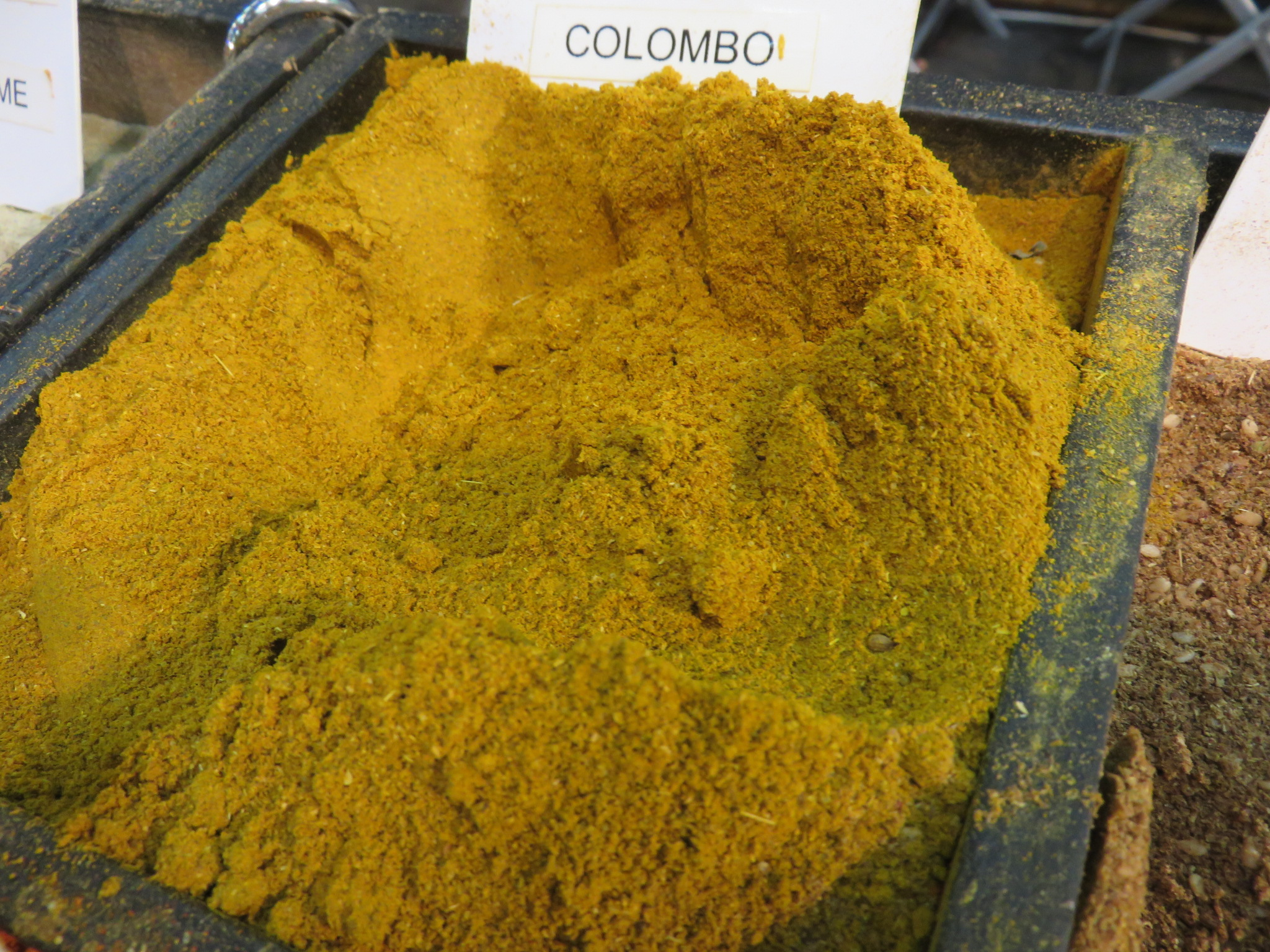
Colombo (épice).

À la cuisine hmong on doit la salade de papaye verte ainsi que le lap (viande hachée crue ou cuite macérée dans du jus de citron, coriandre, oignon et huile de sésame, et accompagnée de riz gluant). S'y ajoutent les viandes sauce lao (sauce à base de lait de coco et de pousse de bambou).
Enfin la cuisine javanaise se retrouve avec la loempia (graphie néerlandaise du lumpia javanais), le roti (pain javanais, emprunté à l'hindi) ainsi que le bakmi goreng (pâtes frites en javanais, servi généralement accompagné de poulet) et le nasi goreng (riz frit servi généralement accompagné de poulet).

## Boissons

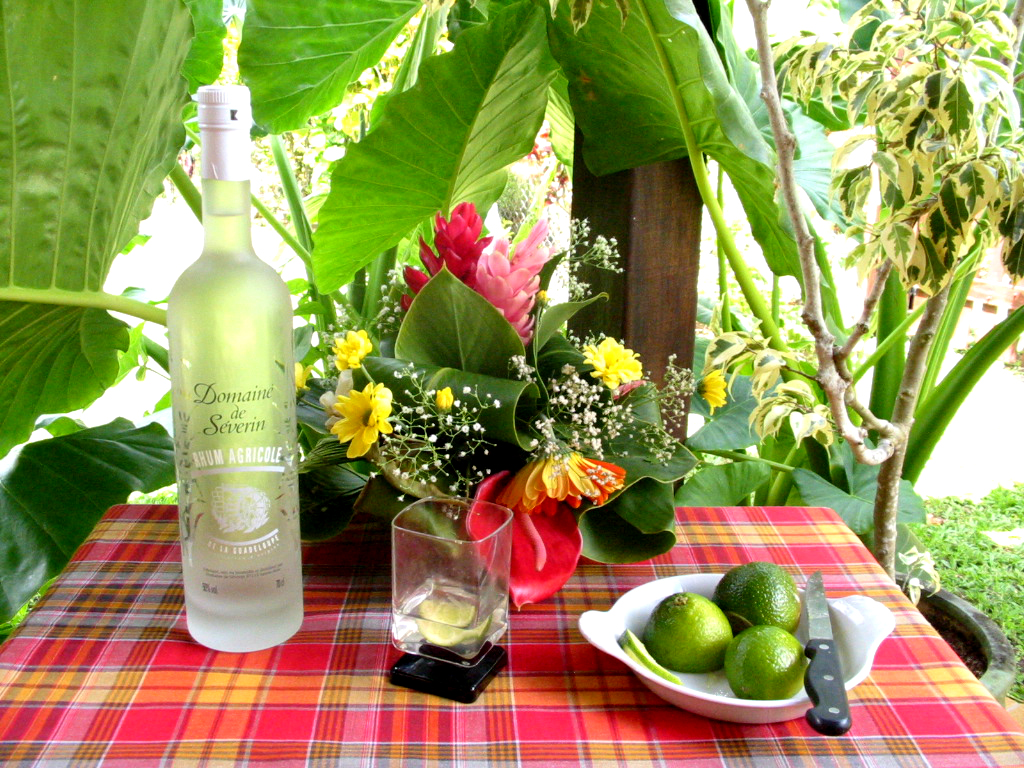
Un ti-punch.

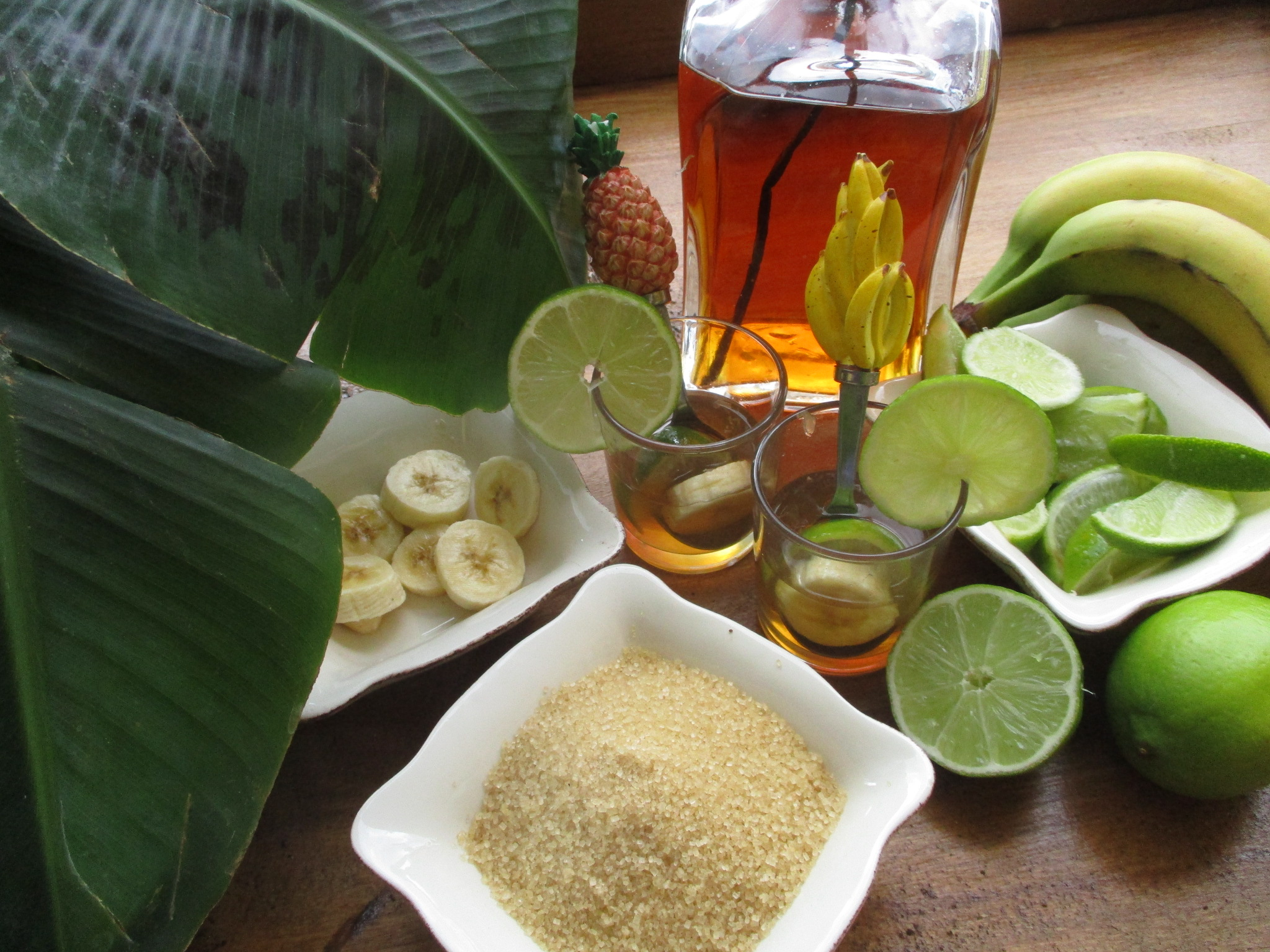
Ti-arrangé : ti-punch arrangé à la banane et à la vanille.

- Bita ou amer (à base de Rhum et de plantes médicinales)
- Caïpirinha
- Cachaça
- Cachiri (bière amérindienne)
- Chocolat créole (cacao, vanille, muscade, cannelle…)
- Guarana
- Jeune gueule
- Jus de comou
- Jus de wassaï
- Labyè nannan (bière à l’ananas)
- Madou (jus de fruits locaux)
- Noix de coco (eau de coco, lait de coco)
- Parbo
- Planteur
- Punch divers (punch coco, punch comou, punch chocolat, punch cacahuètes, punch wasaï, punch maracudja, punch matador…)
- Rhum Saint-Maurice (la Belle Cabresse, Féfé, La Cayennaise, Cœur de Chauffe, Or Blanc, etc.)
- Rhum arrangé
- Sakula (bière aluku à base de cassave)

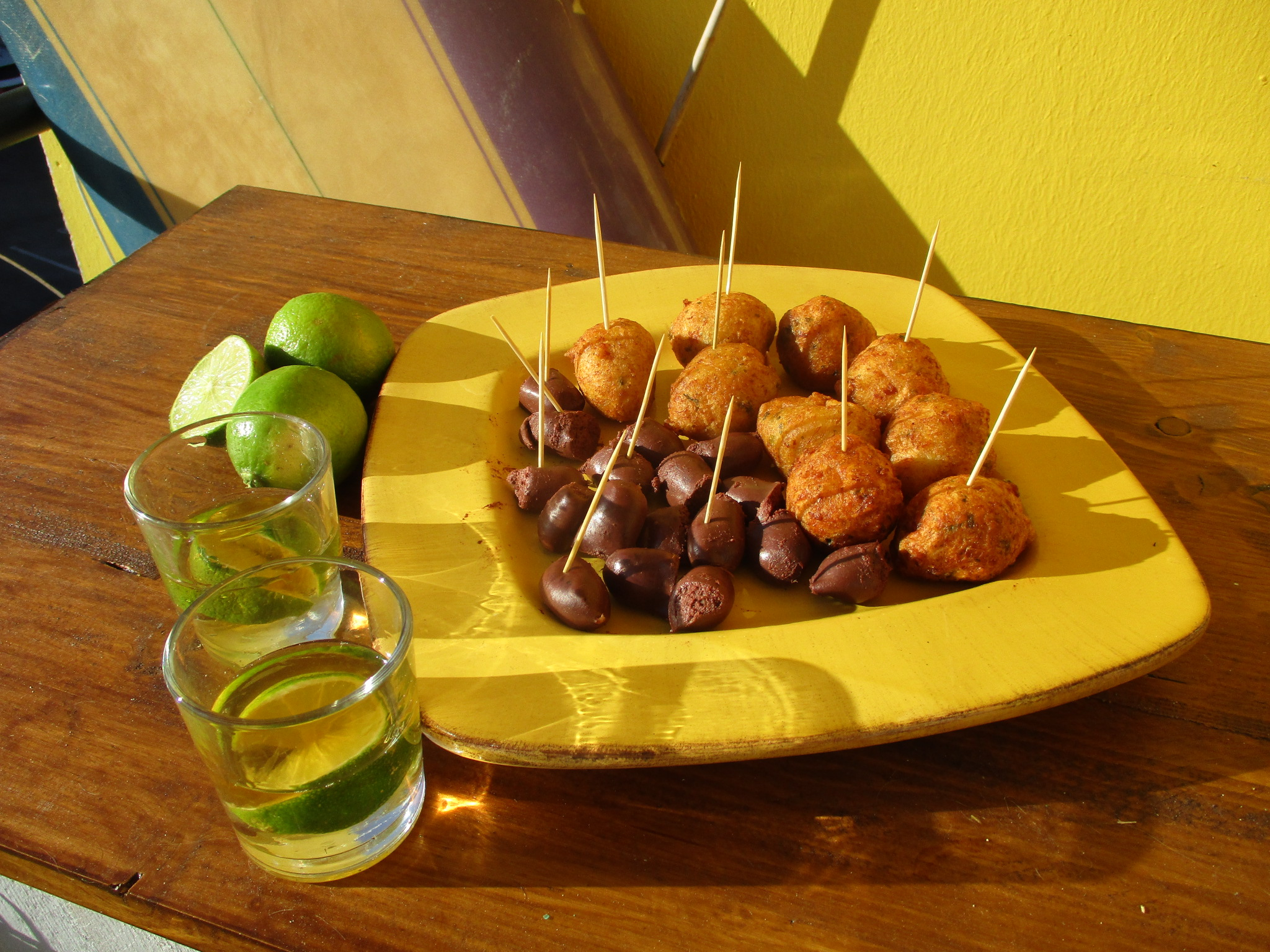
Ti-punch, acras de morue, et boudin créole.

- Sirop d'oseille
- Tafya
- Ti-punch

## Entrées
- Boudin créole
- Marinades (de crevettes, de morue…)
- Crabes farcis
- Kalawanng
- Huîtres de palétuviers (de Montsinéry)
- Pâté traditionnel de coumarou (des Tekos)

### Pains
- Pain ménage (pain parfumé à la feuille de bananier)
- Zakari (pain guyanais)
- Pain au beurre
- Pain à deux têtes
- Pain natté

## Mets

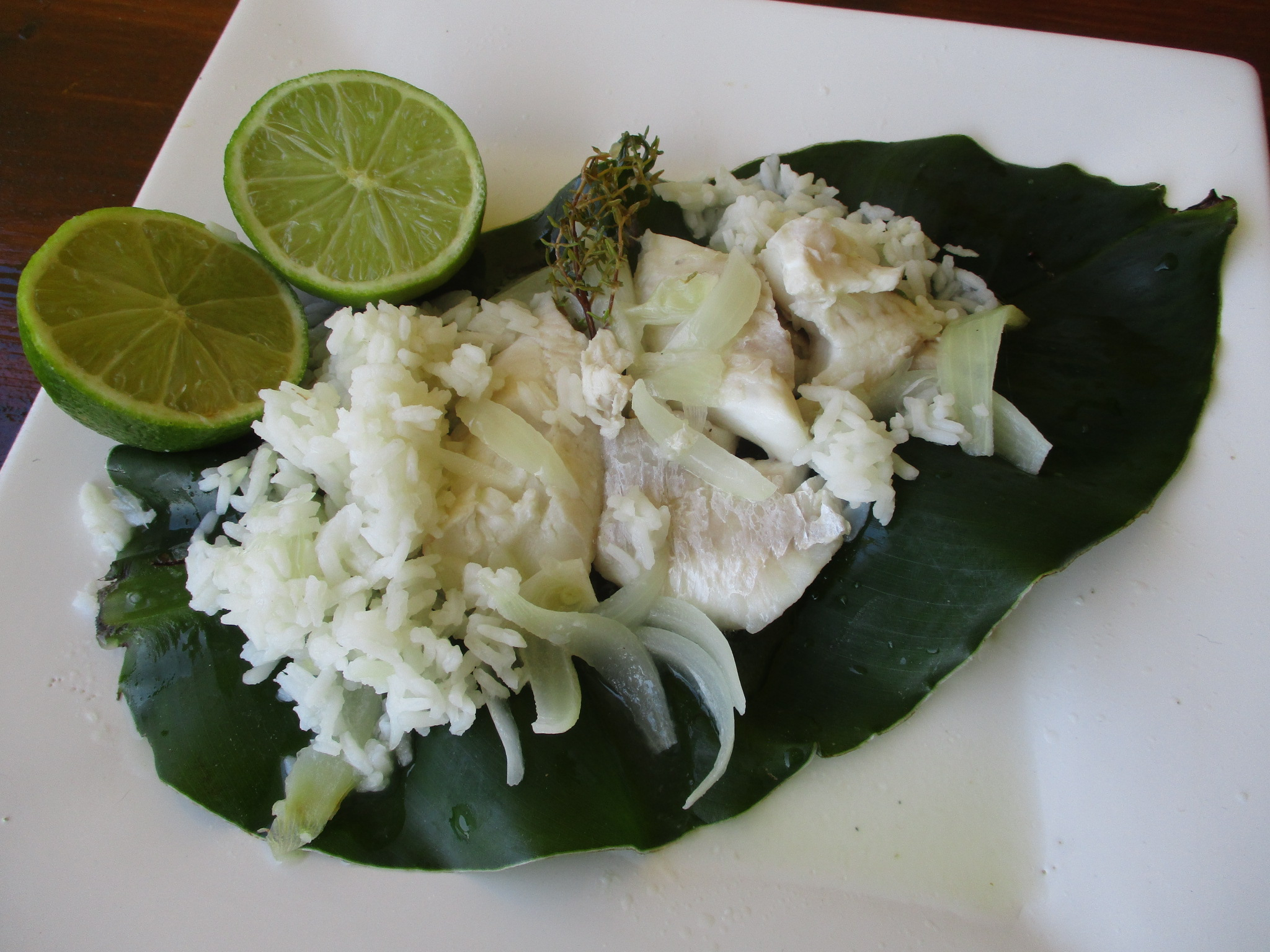
Blaff de poissons.

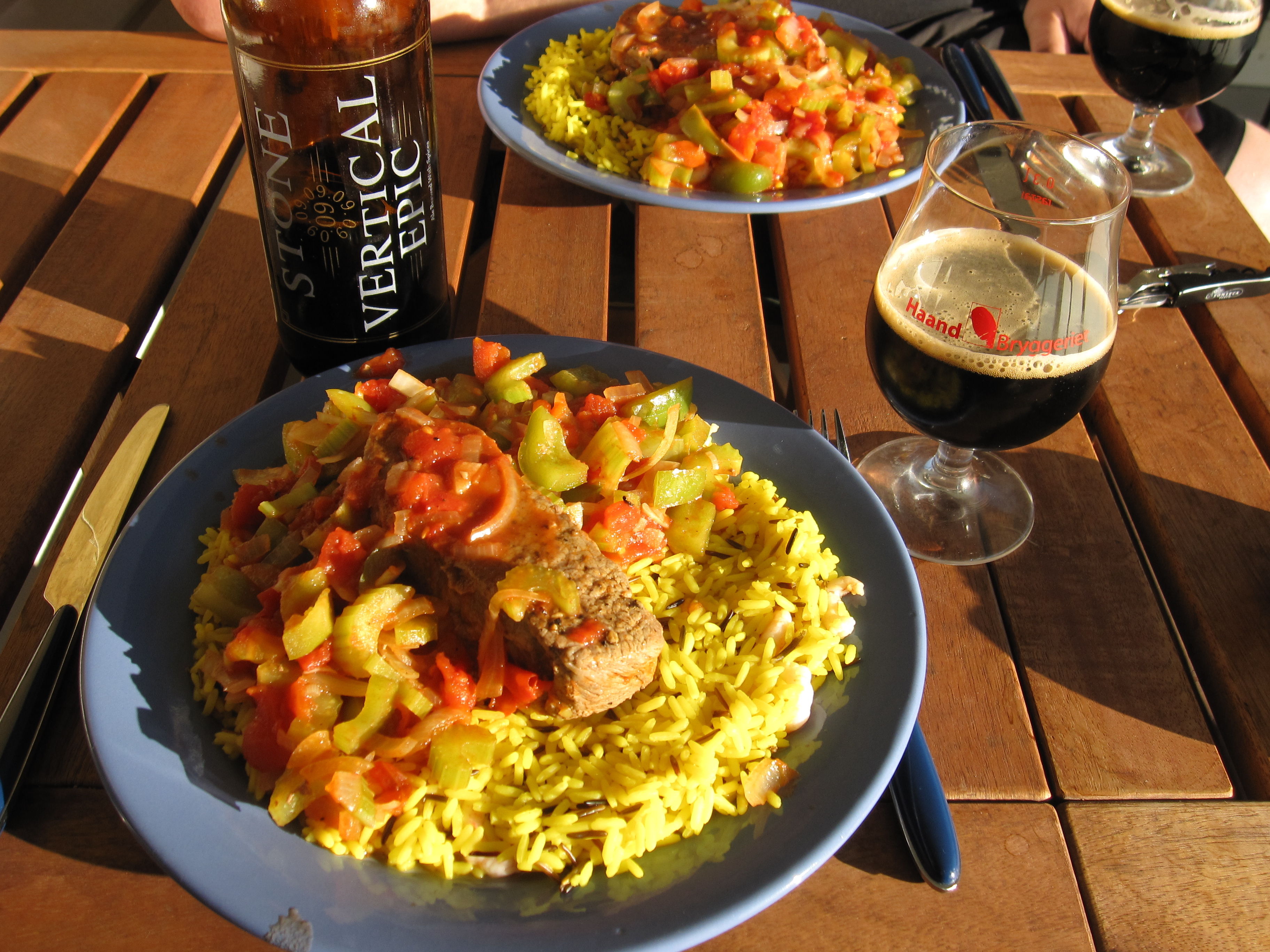
Fricassée de bœuf au riz créole.

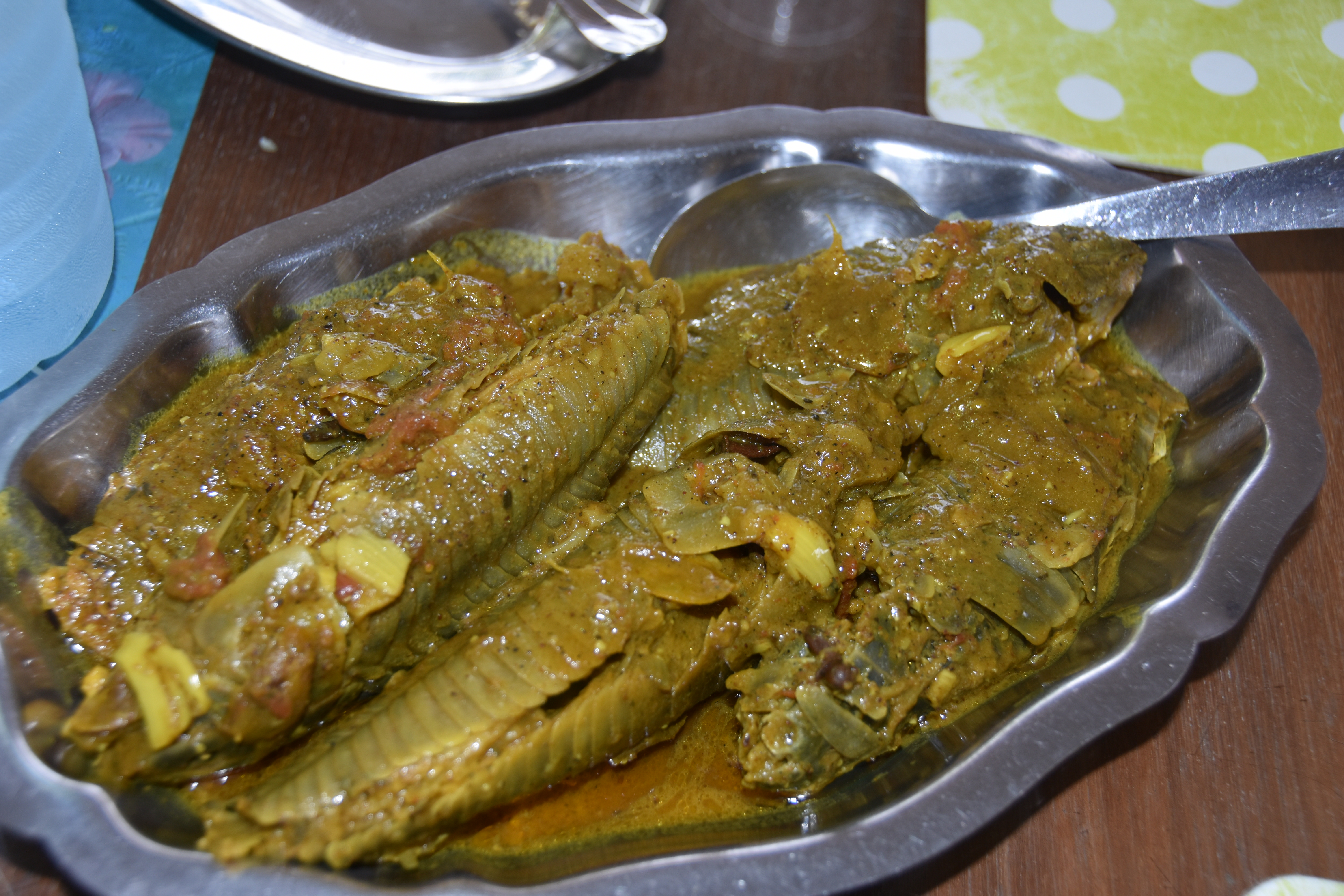
Atipas au lait de coco, plat typique de la cuisine guyanaise.

- Afingi (met traditionnel Bushinengué)
- Atipa (farcie, en blaff, en pimentade etc)
- Blaff (court-bouillon)
  - Blaff de poissons
  - Blaff de poulet
  - Blaf krévèt (de Kaw)
- Bouillon d'awara
- Bouyon milat (ou milatrès)
- Byala (plat) (typique de Sinnamary)
- Calou (préparation de viandes boucanées et/ou crevettes et queues de cochon à base d'épinards pays et de calous)
- Choucroute de l’Aprouague
- Colombo guyanais (ragoût de viande et de légumes au curry : pommes de terre, haricots verts, etc.)
- Danbangnan (en voie de disparition)
- Daube de melon d’eau (de Macouria)
- Djaka (bouillon aux épinards accompagné de salaisons : bœuf, poisson, porc…, en voie de disparition)
- Dongué (avec haricots rouges)
- Douri gra ké latcho kochon (du riz avec de la queue de cochon)
- Douri krab
- Douri safran (riz au curcuma)
- Douri tchotcho (riz cuit au beurre d'awara)
- Fricassée de porc, poulet, bœuf…
- Fricassée d'iguane ou de lézard
- Giraumonade (purée de giraumon)
- Gratin de couac
- Gratins divers (papaye, ti-concombe, dachine, etc.)
- Graton
- Haricots rouges ou blancs et queues de cochon (« ariko rouj oben blan ké latcho kochon »)
- Kalawang (salade de mangues vertes)
- Lafoufou (salade de banane)
- Lentilles-queues de cochon (« lanti ké latcho kochon »)
- Macadam (met) (mélange de morues fait dans une sauce aux roucous et de riz)
- Patapata marijan

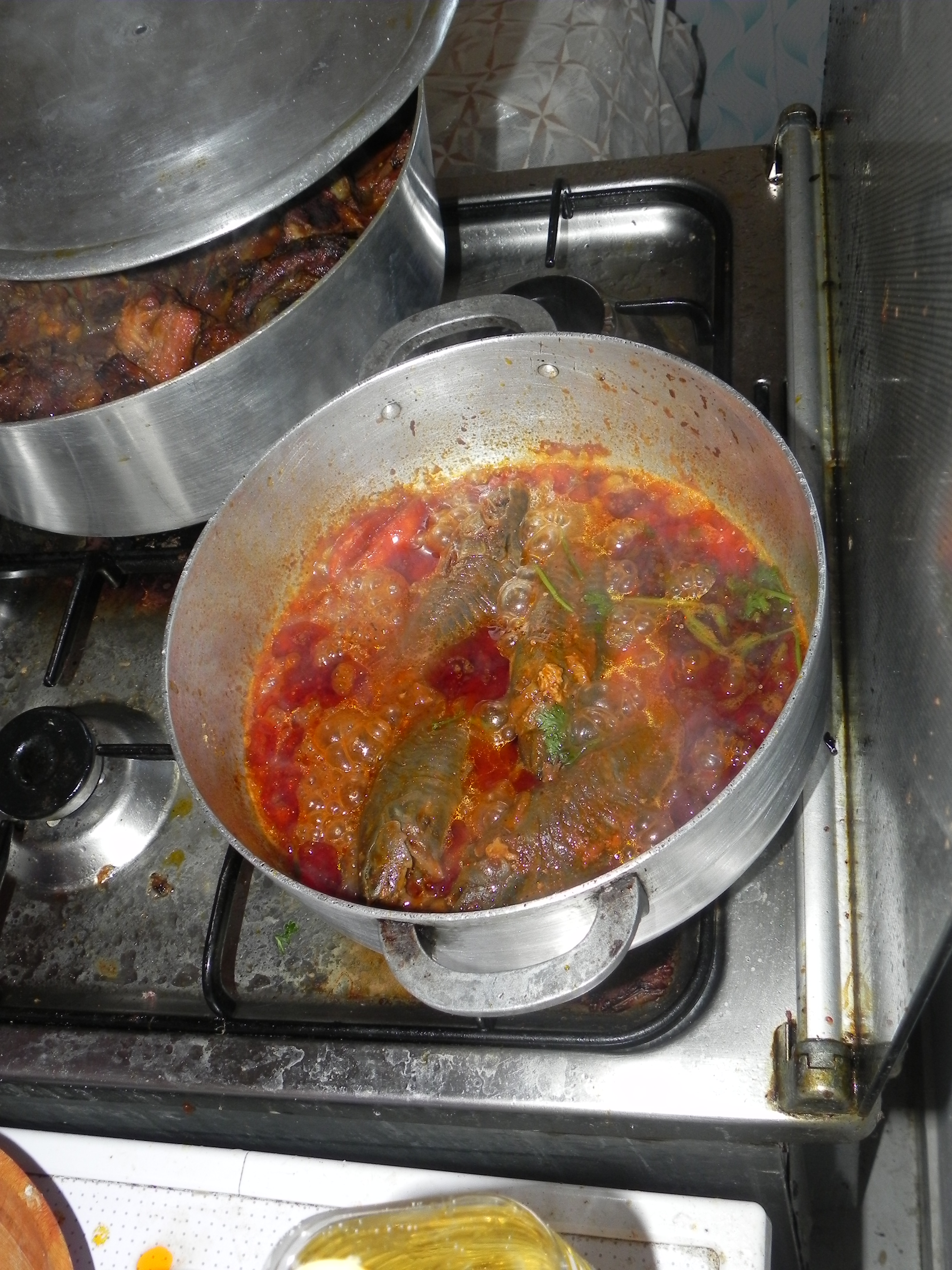
Pimentade d'atipas.

- Pimentade (poissons ou viandes en sauce tomate pimenté)
  - Pimentade d’atipa
  - Pimentade de bœuf (de Sinnamary)
  - Pimentade de torche (de Régina ou de Saint-Georges-de-l’Oyapock.)
- Poisson sauce maracudja
- Poulet au riz à la créole
- Purée d'igname
- Riz au coco (Bushinengue)
- Riz au Pinda (Bushinenge)
- Sardine Saint-Laurentaise (sardines grillées)
- Salad kwak
- Steack créole
- Tètèwèlè (poisson salé) avec du Couac et du jus de Comou ou de Wasay
- Vap (haricots rouges et autres légumes, en voie de disparition)

Mets boucanés
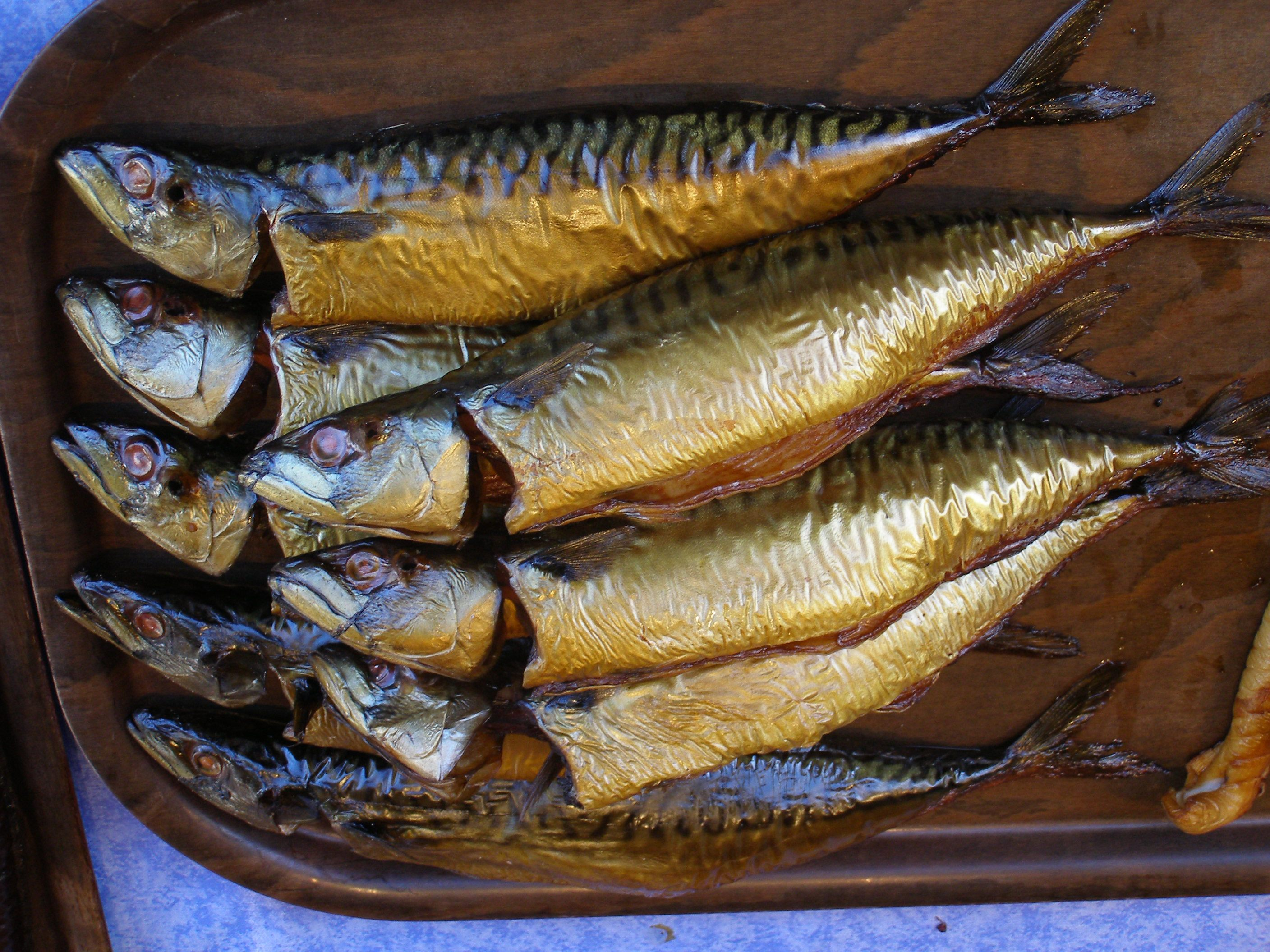
Poissons boucanés.
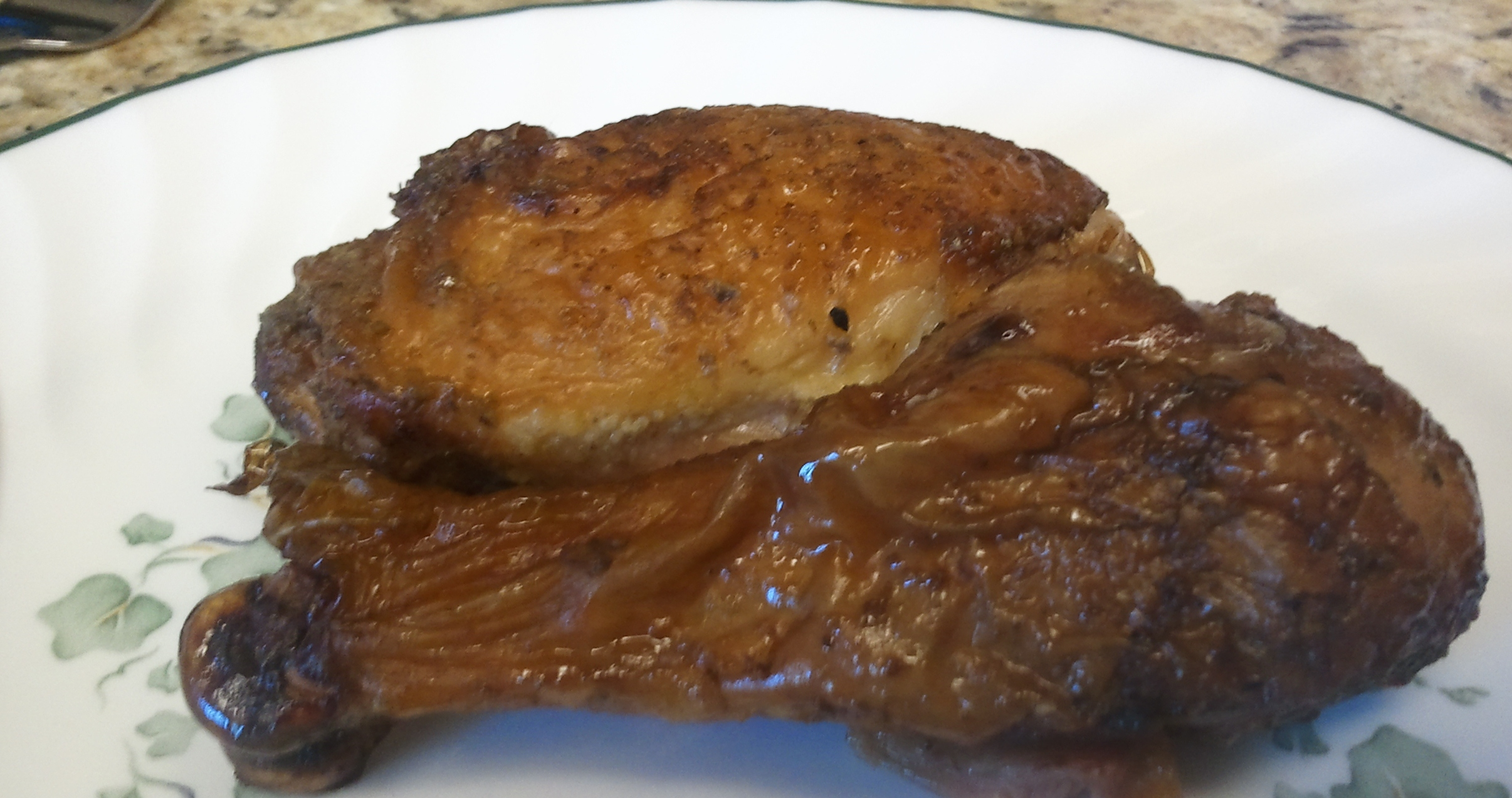
Poulet boucané.
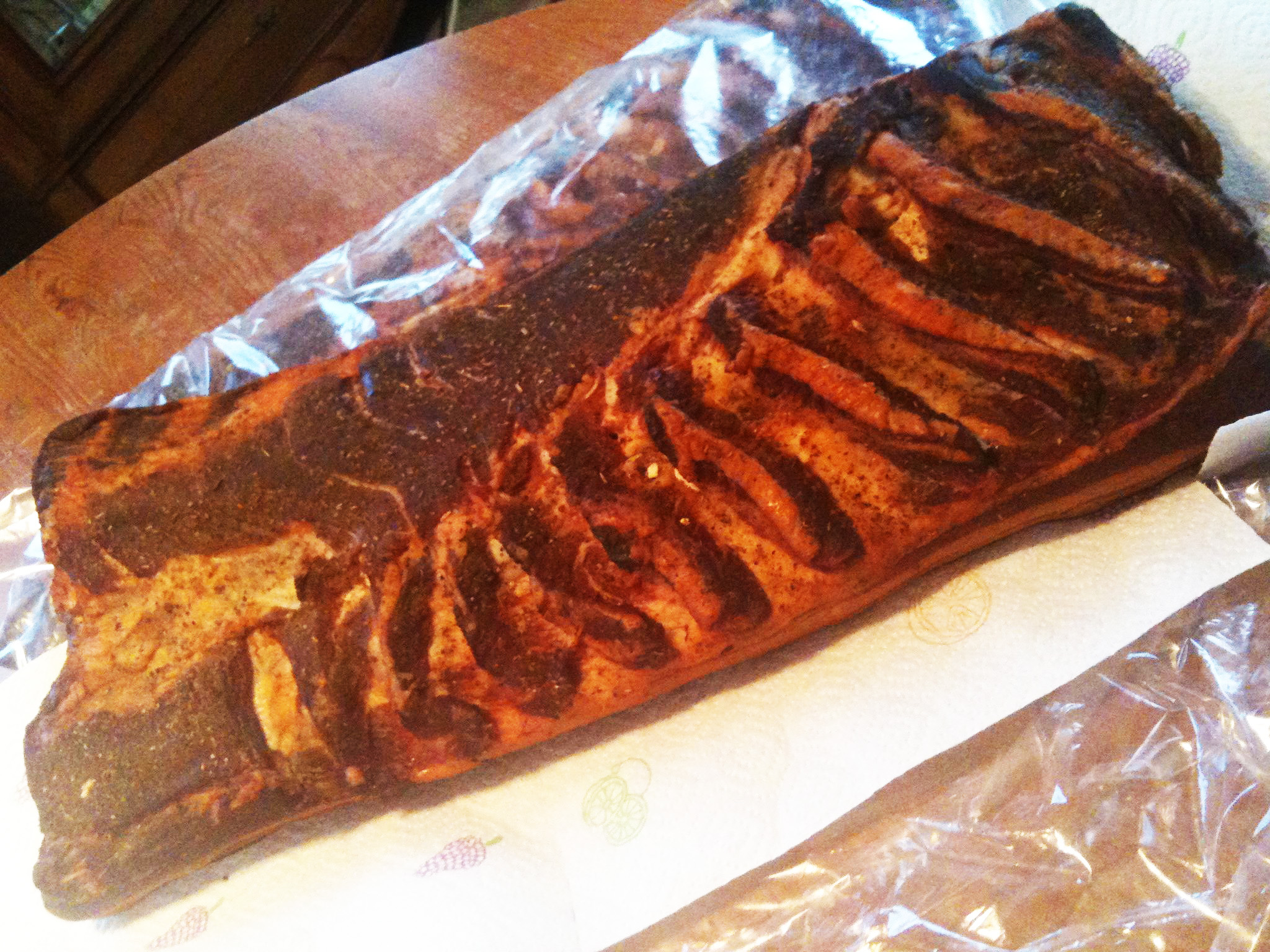
Travers de porc boucané.
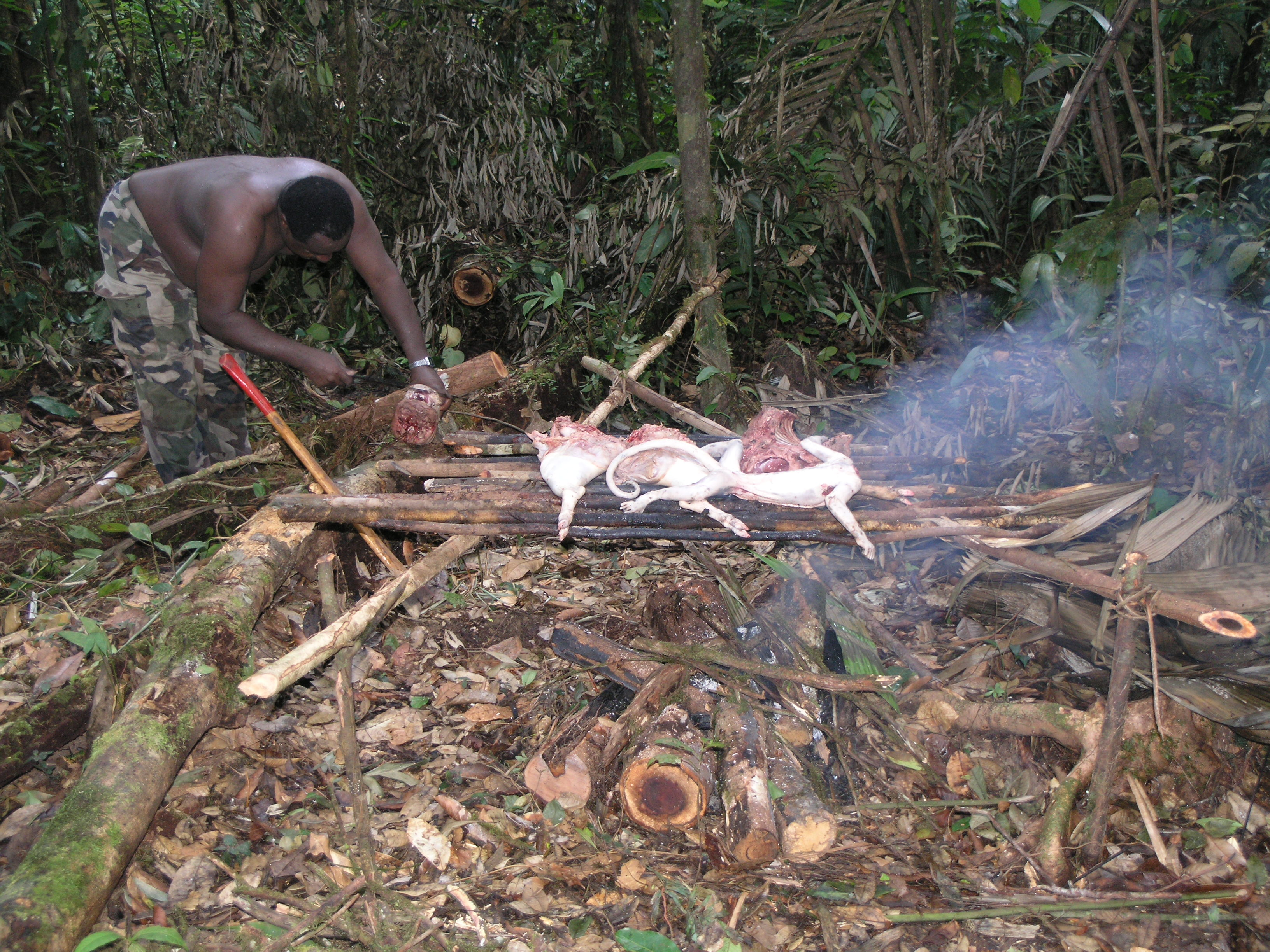
Boucanage traditionnel de « vyann-bwa » (pécari à collier et macaque noir), en forêt guyanaise.

- Poisson boucané
  - Coulant boucané
- Poulet boucané
- Travers de porc boucané
- Toutes autres viandes boucanées...

### Soupes
- Soupe à la viande de bœuf
  - Soupe de queue de bœuf
  - Soupe au tripe de bœuf (accompagné parfois avec des pattes de poulets)
- Soupe grasse ou soup zabitan
- Soup pyé
- Soupe Kongo (en voie de disparition)
- Soupe aux pattes de poulets
- Soupe de poisson
- Soupe à l'oignon

## Desserts, confiseries, pâtisseries
- Angou (crème)
- Banane flambée
- Banane au barbecue
- Bendenngwèl
- Kontès

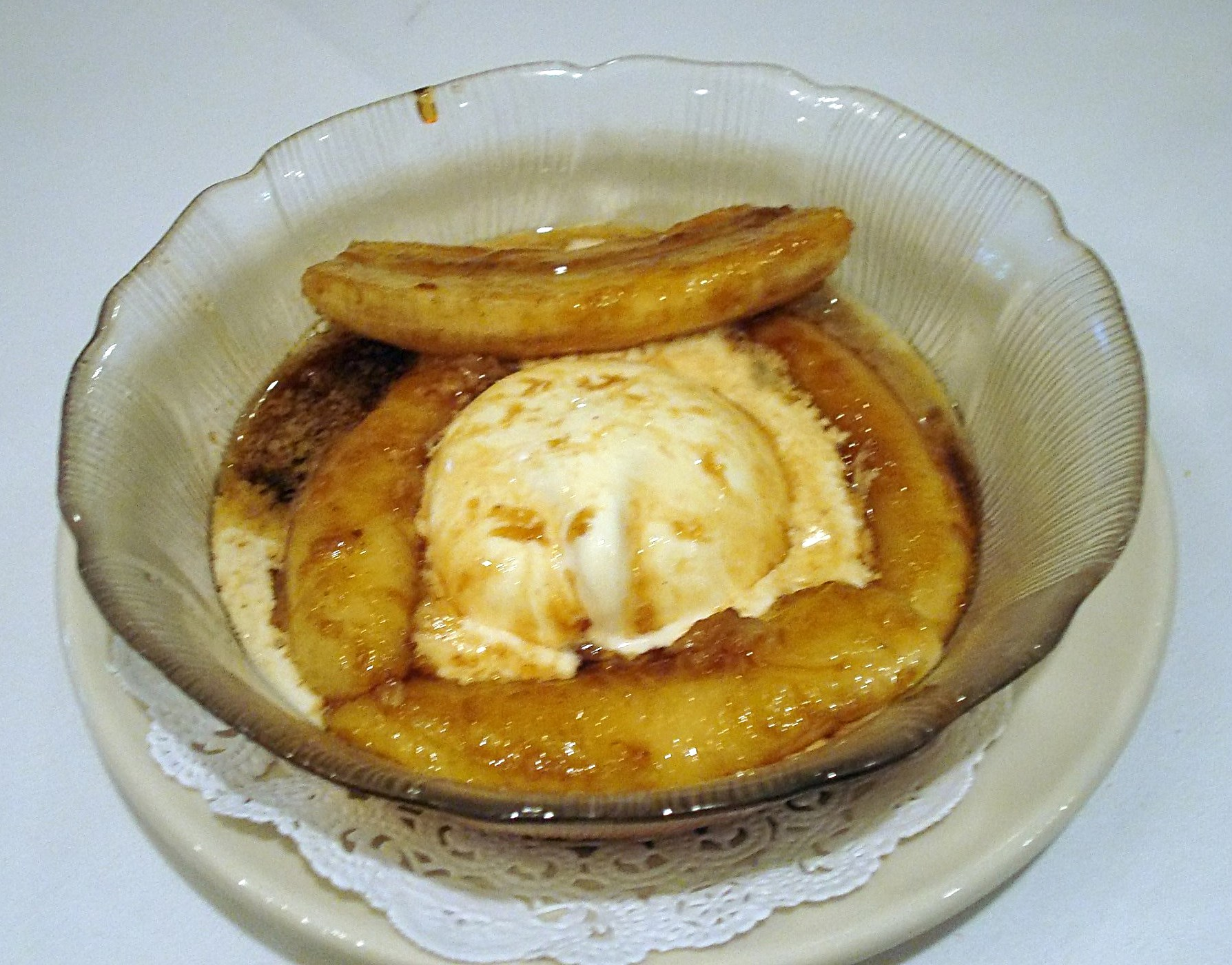
Banane flambée au rhum et glace à la vanille.

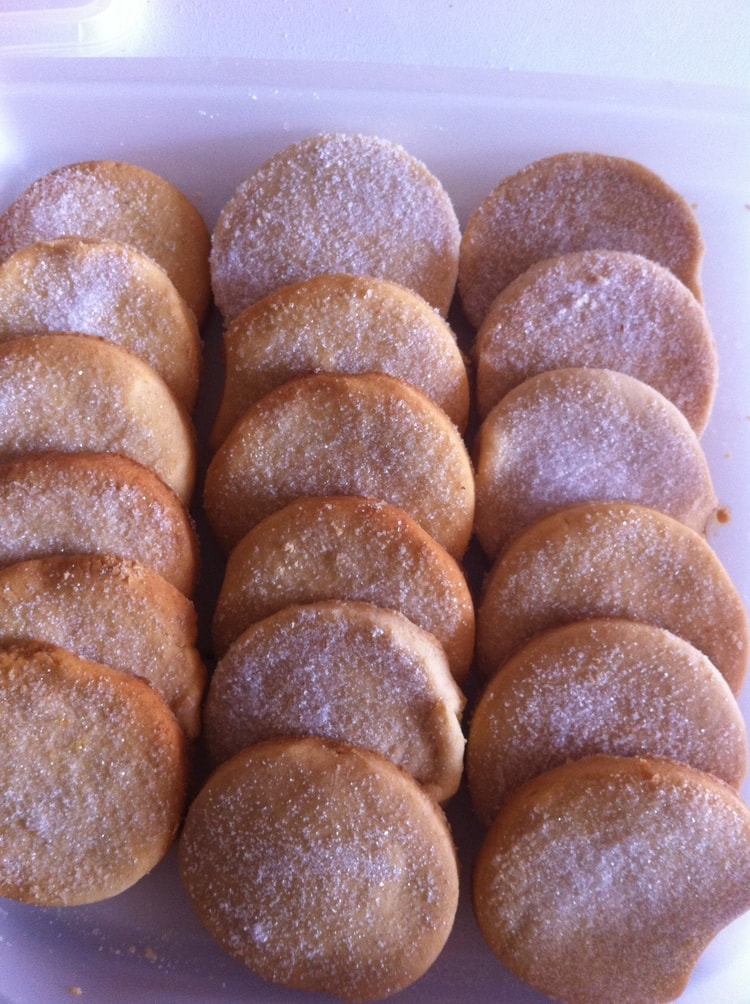
Kontès.

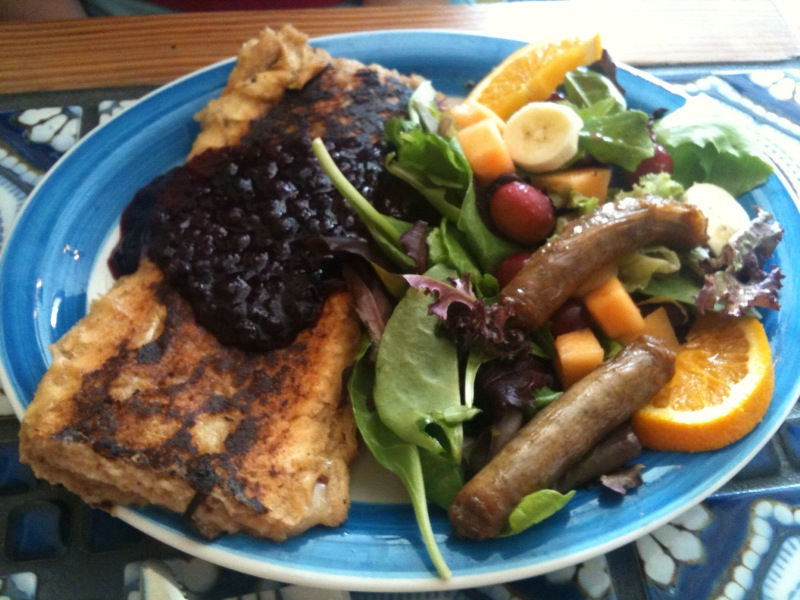
Pain perdu.

- Confiture de coco, de patates douces…
- Conserve (tablette coco)
- Couac coco (semoule fine sucrée)
- Couac et sucre
- Couac et lait sucré
- Crétique (coco confit au gingembre)
- Dizé milé (beignet)
- Dokonon (gâteau poché en papillote)
- Doku (dessert d’origine Aluku)
- Galette créole (aussi appelé galette guyanaise)
- Gâteau américain
- Gâteau cramanioc (pudding au manioc)
- Gâteau au citron
- Gelée d'oseille
- Lanmou chinwè
- Lotcho (bonbon à la pulpe de noix de coco)
- Massepain
- Matété (crème)
- Mont-Blanc
- Nougat (au coco ou pistache, nougat noir)
- Œufs au lait
- Pain perdu
- Pâte banane (chausson)
- Ramiquin (bonbon en sucre tiré)
- Sorbet (coco, pistache, cacahuètes, comou, maracudja etc.)
- Sispa (galette)
- Sucre d'orge
- Wang (poudre de sésame sucrée ou salée)
- Zoa (semoule de céréale sucrée)
- Zorey milat (confiture de fruit au sirop)

## Divers

### Casse-croûte, fast-food
- Madras (pain rond, steak, œuf), mayonnaise, ketchup, piment
- Super Madras (pain rond, steak, œuf, fromage), mayonnaise, ketchup, piment
- Double Madras (pain rond, 2 steaks, 2 œufs), mayonnaise, ketchup, piment
- Double Super Madras (pain rond, 2 steaks, 2 œufs, 2 fromages), mayonnaise, ketchup, piment
- HLM (pain rond, 3 steaks, 3 œufs), mayonnaise, ketchup, piment
- Hamburger (pain rond, steak, salade, oignons), mayonnaise, ketchup, piment
- Cheeseburger (pain rond, steak, fromage, salade, oignons), mayonnaise, ketchup, piment
- Bagnard (pain rond, poulet, épaule, œuf, fromage, salade, oignons), mayonnaise, ketchup, piment
- Américain (sandwich baguette, steak, fromage, frites, salade), mayonnaise, ketchup, piment
- Pain-sardine (pâte feuilletée, sardine pimentée)
- Pain-saucisse (pâte feuilletée, saucisse de poulet)
- Pâté-viande (pâte feuilletée, viande pimentée)
- Cochine (coxinhas au poulet, au steak, au jambon-fromage…)